# Гермоген
Патріарх Гермоген, також Єрмоге́н (бл. 1530 — 17 (27) лютого 1612) — другий (фактично третій, враховуючи Ігнатія) Патріарх Московський і всієї Русі (1606—1612, в ув'язненні з 1 травня 1611), громадський діяч епохи Смутного часу.
Святий Російської церкви; дні святкування священномученика Єрмогена: 17 лютого (за Юліанським календарем) — представлення, і 12 травня — прославлення в лику святителя.

## Біографія
В 1580-х роках був священником в Казані при гостиннодвірській церкві святителя Миколая Чудотворця.
В 1579 році відбулося явлення чудотворної Казанської ікони Божої Матері. Будучи ще священником, він, з благословення тодішнього Казанського архієрея Єремії, переносив новоявлену ікону з місця віднайдення до церкви, де служив священиком.
Прийняв чернецтво і з 1582 року був архімандритом Спасо-Преображенського монастиря в Казані. 13 травня 1589 року хиротонізований на єпископа і став першим Казанським митрополитом. В 1595 році брав участь у набутті мощей святителя Гурія і склав його перше коротке житіє.
Вибраний Патріархом при підтримці Василія Шуйського.

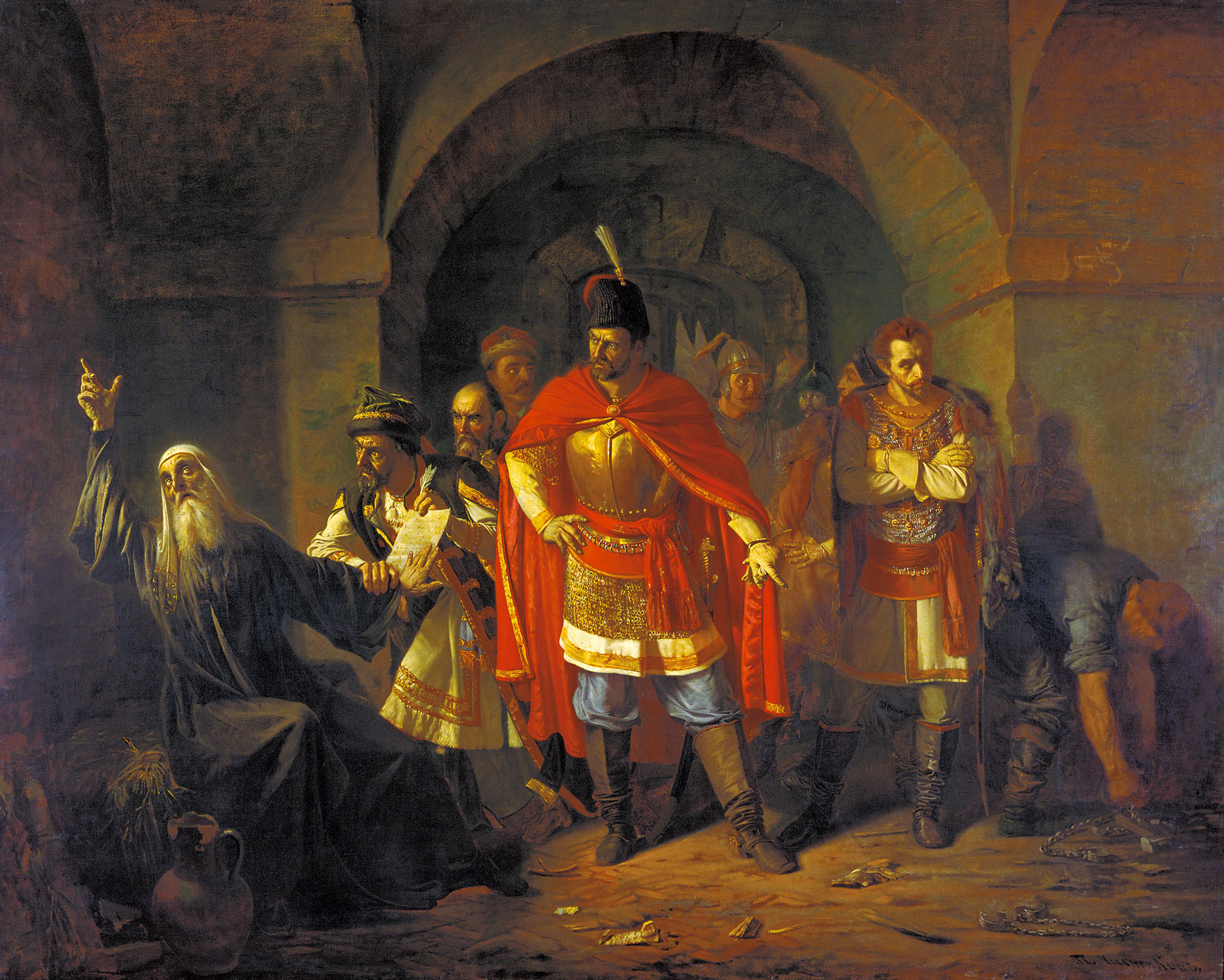
Павло Чистяков — «Патріарх Гермоген в темниці відмовляється підписати грамоту поляків», 1860

Відмовився визнати російським царем Владислава Сигізмундовича і благословив обидва ополчення, призвані звільнити Москву від поляків.
Ув'язнений в 1611 році поляками в Чудівському монастирі і помер від голоду.
Канонізований в 1913 році як священномученик.

## Стан Московської Церкви; твори Гермогена
Церковна діяльність характеризувалася уважним і строгим відношенням до богослужіння.
При ньому були видані: Євангеліє, Місячні мінеї за вересень (1607), жовтень (1609), листопад (1610) і перші двадцять днів грудня, а також надруковано «Великий Верховний Устав» в 1610 році. Патріарх ретельно спостерігав за справністю текстів. За його благословенням з грецької на російську мову була перекладена служба святому апостолу Андрію Первозваному (пам'ять 30 листопада) і відновлено святкування пам'яті в Успенському соборі. Під наглядом первосвятителя були виготовлено нові верстати для друкування богослужбових книг і побудовано нову будівлю типографії, що постраждала під час пожежі 1611 року, коли Москва була підпалена поляками.
Серед його творів: Повість про Казанську ікону Божої Матері і служба цій іконі (1594), послання Патріарху Йову, котре містить відомості про казанських мучеників (1591), збірник, в котрому розглядаються питання богослужіння (1598), патріотичні грамоти і заклики, звернені до російського народу (1606—1613).

## Вплив на культуру
- Анонімна «Нова повість про православну російську державу» прославляє Гермогена.

- Згадується у вірші  Державіна: Там Гермоген, як Регул, стражде...